# Archivo Ringelblum (Oneg Shabat)

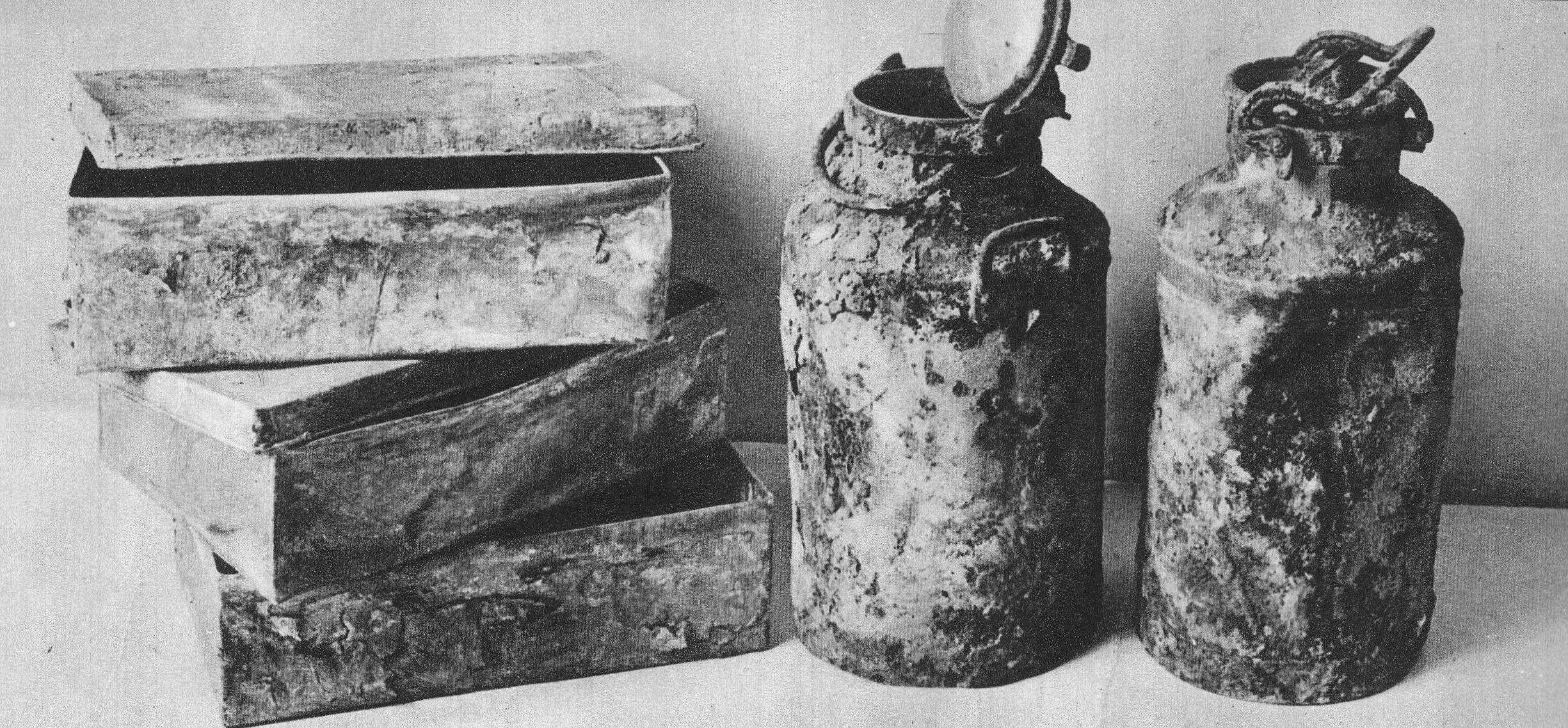
Tres cajas de metal y dos latas de leche en las que se escondían materiales de Oneg Szabat

El Archivo de Ringelblum es una colección de documentos recopilados y preservados en el gueto de Varsovia por la Oneg Shabat ( hebr.  literal: alegría de los sábados; jid.) ‏ ‎ - Nombre clave de la organización clandestina fundada por el historiador Emanuel Ringelblum.
Oneg Shabat estaba formado por docenas de escritores, profesores, científicos y activistas sociales judíos, a quienes Ringelblum encargó su cooperación en la primavera de 1940. Inicialmente, tenía la forma de un archivo clandestino, que recopilaba materiales y documentos que representaban la vida en el gueto de Varsovia. Sin embargo, con el tiempo se convirtió en un próspero centro de investigación, cuyo objetivo era estudiar y documentar diversos aspectos de la vida social de los judíos polacos bajo la ocupación alemana . Desde 1942, Oneg Shabat fue una especie de centro de información del movimiento de resistencia judía, que documentaba el exterminio masivo de judíos llevado a cabo por la Alemania nazi . Después de la guerra, se encontraron dos de las tres partes ocultas del "Archivo Ringelblum". Ahora se encuentran en la  Memoria del Mundo, que incluye los documentos más valiosos de la literatura mundial.

## La creación de Oneg Shabat

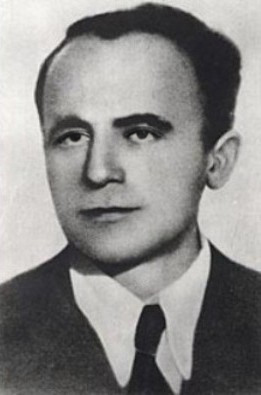
Emanuel Ringelblum

En el período de entreguerras, Emanuel Ringelblum fue uno de los historiadores judíos más respetados de su generación.  También fue un activo activista social, cooperando, entre otras cosas, con del Comité Judío Americano de Distribución Conjunta (”JDC” por sus siglas en Inglés). Después de que los ocupantes alemanes crearan un distrito judío cerrado en Varsovia (noviembre de 1940), Ringelblum y su familia fueron encarcelados en el gueto. A pesar de las condiciones adversas, no abandonó sus actividades sociales. Participó activamente en el trabajo del Comité Central de Ayuda (más tarde el Comité de Coordinación), que desde septiembre de 1939 coordinaba las actividades de las organizaciones judías humanitarias y de ayuda en Varsovia. Tras fundar la Autoayuda Social Judía (Alejnhilf), se convirtió en el jefe de su Sección de Trabajo Social.
Desde las primeras semanas de la guerra, Ringelblum escribió un diario personal.  Ya en octubre de 1939, también comenzó a recopilar materiales y documentos sobre la situación de los judíos en la Polonia ocupada. Como miembro de la ŻSS (Sociedad Socialista Judía), obtuvo acceso a muchas fuentes de información importantes, incluidos los relatos de los refugiados judíos que habían sido expulsados por los alemanes de sus ciudades de origen y reubicados en el gueto de Varsovia. En esa época, contó con la ayuda de varios colaboradores para la recopilación de materiales. Al darse cuenta de que a los alemanes no les importaba controlar la vida intelectual y cultural en el gueto, Ringelblum llegó a la conclusión de que se podía arriesgarse a dar un carácter más organizado a esta actividad. A partir de mayo de 1940, logró reclutar a varias decenas de escritores, profesores, científicos y activistas sociales judíos. Se considera el 22 de noviembre de 1940 como la fecha de la creación formal del archivo clandestino del gueto, en una reunión realizada en el departamento de Ringelblum en la calle Leszno en Varsovia 18.  La organización adoptó el nombre clandestino Oneg Shabat (Pol. "Alegría del sábado", "Alegría del Sabbat"). Se eligió este nombre clave debido a que las reuniones de los miembros se celebraban normalmente los sábados.  El lugar de encuentro eran las oficinas del ZSS ubicadas en el edificio de la Biblioteca Judaica Principal en ul. Tłomackie (actualmente sede del Instituto Histórico Judío de Emanuel Ringelblum).
También se crearon archivos similares en varios otros guetos judíos ( Białystok, Kaunas, Łódź y Vilna ), pero entre ellos Oneg Shabat fue el más grande y mejor organizado. Lo que distinguía al "Archivo Ringelblum" era, en particular, su carácter clandestino y su total independencia del Judenrat. El grupo de Oneg Shabat estaba bien arraigado en las estructuras subterráneas del gueto. Sus miembros colaboraron con una amplia gama de grupos políticos, desde el ortodoxo Agudat Israel, pasando por el Bund y Poalei Zion, hasta el PPR. La organización del archivo se esforzó por mantener un estricto secreto y evitó invitar a autores o investigadores con vínculos demasiado estrechos con el Judenrat o con el "Grupo 13" dirigido por Abraham Gancwajch.

## Agrupación
En 1940-1943, alrededor de 50-60 personas (incluidos copistas, mecanógrafos y otro personal técnico) colaboraron con el archivo clandestino del gueto. Entre los colaboradores de Oneg Shabbat había personas de diversa formación, origen social, visión del mundo y creencias políticas. Entre ellos había representantes de la élite judía de antes de la guerra y refugiados empobrecidos; partidarios de la izquierda radical y personas sumamente religiosas; Adeptos del Yidis y judíos mestizos que escribían en polaco. A pesar de estas diferencias, el archivo clandestino siguió siendo un grupo muy unido. Ringelblum recordó:
"Los asociados de Oneg Shabbat constituyeron y constituyen hasta hoy una organización unida, animada por un solo espíritu, imbuida de una sola idea. El Oneg Shabat no es una asociación de científicos que compiten entre sí y se pelean, sino una organización unificada, una unión fraternal en la que todos se ayudan y luchan por el mismo objetivo. Durante meses se sentaron a la misma mesa: el piadoso rabino Huberband, el poalesyjonista de izquierdas Hersz Wasser y el sionista general Abraham Lewin. Sin embargo, la cooperación fue armoniosa"
Durante sus tres años de actividad, la cúpula directiva de Oneg Szabat estuvo sujeta a una rotación del personal. Sin embargo, sus miembros fueron principalmente: Ringelblum, Hersz Wasser, Eliahu Gutkowski, Icchak Giterman, Menachem Mendel Kon, Jehoszua Rabinowicz, Szmuel Winter, Aleksander Landau, Eliezer Lipe Bloch, Daniel Guzik y Abraham Lewin.
Ringelblum, como fundador y líder del archivo, estuvo principalmente a cargo del trabajo relacionado con el contenido. Las funciones de los secretarios de la Oneg Shabat, así como de los miembros de liderazgo más importantes después de Ringelbloom, fueron desempeñadas por Eliahu Gutkowski y Gersh Wasser (según Ruth Sackowski, "organizativamente y técnicamente, la Oneg Shabat fue obra de Gersh Wasser"). El tesorero y uno de los principales patrocinadores de la organización fue Menachem Mendel Kon (un rico comerciante antes de la guerra). Una función especial en la dirección fue desempeñada por Shmuel Winter - antes de la guerra un rico hombre de negocios, filántropo y al mismo tiempo un ardiente defensor de la cultura yiddish. Gracias a sus contactos con Abraham Gepner, era una especie de enlace entre el ŻSS y Oneg Shabbat y el Judenrat de Varsovia. En gran medida, gracias a sus esfuerzos fue posible continuar con el trabajo del archivo tras la gran deportación del verano de 1942. Desde el punto de vista del Oneg Shabat, fueron muy valiosos Yitzhak Giterman y Daniel Guzik, que antes de la guerra dirigía el trabajo de la rama polaca del "Joint" y más tarde se convirtió en el jefe del ŻSS, convirtiéndose así en uno de los habitantes más influyentes del gueto. Activistas sociales y empresarios de antes de la guerra - Eliezer Lipe Bloch, Aleksander Landau, Jehoszua Rabinowicz - fueron los protectores y patrocinadores del archivo. Rabinowicz era también un vínculo informal entre Oneg Shabbat y la agrupación política más fuerte del gueto: el Bund socialista.
El grupo de colaboradores habituales de Oneg Szabat incluía, entre otros escritores y periodistas (Rajel Auerbaj, Leib Goldin, Yehuda Feld, Gustav Jarecka, Henry Łazowertówna, Peretz Opoczyński, Yehoshua Perle, Zalman Skalow, Cecilia Słapakowa), maestros ( Bernard Kampelmacher Aron Koniński, Abraham Lewin, Israel Lichtensztajn ) y economistas (Menachem Linder, Jerzy Winkler). Uno de los colaboradores más talentosos de Ringelblum fue Szymon Huberband, un joven Rabino e historiador autodidacta. También hizo una contribución significativa al trabajo del archivo el joven refugiado Daniel Fligelman, quien fue, entre otros, autor de una serie de entrevistas con refugiados judíos y testigos de crímenes alemanes. Además, Ringelblum y Wasser contrataron a algunos de sus camaradas del partido de izquierda Poalei Zion. Este grupo incluía a Natan Smolar, Nechemiasz Tytelman, Mordechaj Szwarcbard, Jechiel Górny y Izrael Lichtensztajn, antes mencionado. En 1942, Ringelblum también estableció cooperación con los líderes del movimiento juvenil Hashomer Hatzair. Los representantes de la organización (Józef Kapłan, Szmuel Bresław) participaron en el trabajo de Oneg Szabat.
El archivo contiene obras de varios escritores conocidos que, sin embargo, no eran colaboradores habituales de Oneg Shabat (escribieron en yiddish y hebreo, así como en polaco). Fueron en particular: Szlomo Gilbert, Itzhak Katzenelson, Josef Kirman, Kalman Lis y Władysław Szlengel. Los archivos también incluyen materiales preparados por Janusz Korczak.

## Áreas de interés y herramientas de investigación

### El primer período de actividad
Oneg Shabat fue concebido originalmente como un centro de documentación, un centro de recopilación de materiales que dieran una imagen completa de la vida de los judíos bajo la ocupación alemana. Para ello, los colaboradores del archivo recopilaron documentos oficiales, archivos de diversas instituciones sociales que operaban en el gueto de Varsovia (ŻSS, comités de casa, "Centos"), prensa, boletines, obras literarias, así como anuncios y carteles publicados por el Judenrat o las Autoridades alemanas. Oneg Shabat también recopiló gráficos e imágenes, fotografías, cupones de comida, carteles de teatro, invitaciones a conciertos, lecturas de orfanatos e incluso boletos de tranvía, envoltorios de dulces o tarjetas de menú de restaurantes. Se aceptaron gustosamente diarios y correspondencia privada (incluidas postales. Una parte integral del archivo del gueto eran notas personales escritas a mano, bocetos y ensayos de Ringelblum, publicados después de la guerra como "La Crónica del Gueto de Varsovia" (cubriendo cronológicamente el período desde octubre de 1939 hasta el otoño de 1943).
Después de algún tiempo, la cantidad de materiales recolectados fue tan grande que la administración del archivo concluyó que podrían usarse como base de referencia para proyectos de investigación originales . Debido a que personas con diferentes puntos de vista, educación e intereses cooperaron con Oneg Shabat, el tema de investigación realizado por la organización fue muy amplio. Ringelblum y sus colegas analizaron p. Ej. cambios provocados por la guerra en la estructura demográfica, profesional y social de los judíos polacos; vida económica, cultural y religiosa en guetos; la situación de los judíos en las provincias; la ubicación de judíos en las áreas bajo ocupación de la URSS; la situación de los niños y jóvenes judíos; la situación de las mujeres judías; el papel del Judenrat de Varsovia y la policía del gueto judío; la ubicación de varios grupos sociales; fenómenos de hambre, corrupción y desmoralización. Se realizó una encuesta entre intelectuales judíos para examinar sus puntos de vista sobre el futuro del pueblo judío. Oneg Shabat también planeó preparar monografías resumidas sobre las relaciones entre judíos y alemanes y las relaciones entre judíos y polacos durante la Segunda Guerra Mundial. Ringelblum afirmó que “durante la guerra no hubo un solo momento de importancia en la vida de los judíos que no se reflejara en los materiales de Oneg Szabat.
Uno de los proyectos de investigación más audaces fue la intención de desarrollar una monografía completa, titulada provisionalmente "Dos años y medio de guerra". Su objetivo era ser una descripción completa y completa de la vida de los judíos en la Polonia ocupada, con especial énfasis en la situación en el gueto de Varsovia. La monografía constaría de cuatro partes: general, económica, cultural, científica, literaria y artística, así como una parte independiente sobre la asistencia social en el gueto. Como parte del proyecto "Dos años y medio de guerra", se pretendía plantear la mayoría de las cuestiones específicas mencionadas. La adhesión de los alemanes a la " Solución final " hizo imposible finalizar este trabajo. Sin embargo, muchos estudios detallados, bocetos, instrucciones, materiales de tesis, cuestionarios y manuscritos; fragmentos de la publicación prevista se han conservado en los archivos del gueto.
Los colaboradores de Oneg Szabat aplicaron métodos modernos de investigación interdisciplinaria integral entre la historia y la sociología. Ringelblum y sus asociados delinearon planes y establecieron métodos de relación. Sobre la base de las directrices de la dirección, se desarrollaron luego tesis detalladas e instrucciones para estudios monográficos. Se prepararon cuestionarios y cuestionarios con preguntas, así como modelos de relación, para llevar a cabo la investigación. Se preocuparon por la objetividad y la descripción completa y detallada del fenómeno investigado. Aprovechando el camuflaje que ofrecio el empleo en las estructuras legales de la ŻSS, los colaboradores del archivo entrevistaron a los habitantes del gueto y refugiados de pueblos más pequeños, asegurándose de que representaran una amplia muestra de la sociedad. Bajo la misma modalidad, Oneg Shabat también recopiló correspondencia y diarios, e incluso organizó concursos literarios destinados a recopilar informes y observaciones de judíos sobre temas de interés para los investigadores. Para asegurar la información obtenida, se hicieron copias de muchos documentos y estudios.
Los costos operativos de Oneg Szabat se cubrieron de dos fuentes. La primera fue la Planta de Abastecimiento de la comunidad judía (encabezada por Szmuel Winter). Durante algún tiempo el segundo canal de financiación fue la sección polaca del "Joint", que para este propósito obtuvo préstamos de judíos adinerados. Los archivos del gueto también fueron apoyados por patrocinadores privados, como Menachem Mendel Kon, Szmuel Winter, Jehoszua Rabinowicz y Aleksander Landau.

### Documentando el Holocausto

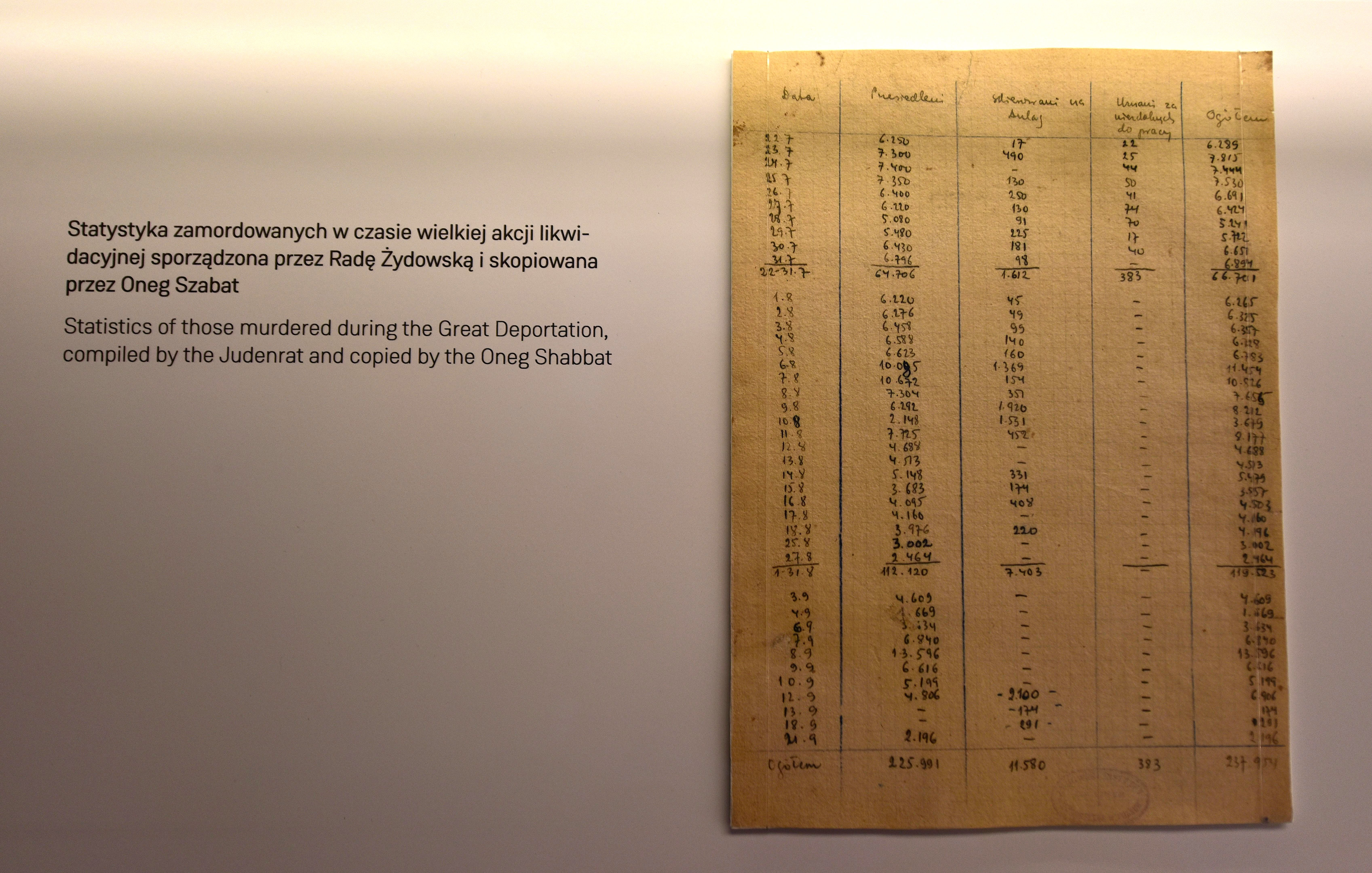
Uno de los documentos de Oneg Shabat: estadísticas de las víctimas de la Grossaktion en el gueto de Varsovia en el verano de 1942

A fines de 1941, la información sobre asesinatos en masa cometidos por los alemanes sobre la población judía comenzó a fluir hacia el gueto de Varsovia, inicialmente desde las fronteras orientales y luego desde toda Polonia. A principios de 1942, la pareja Wasser se puso en contacto con un judío fugitivo del campo de exterminio Chełmno, quien informó sobre la acción de exterminio llevada a cabo allí. Pronto los colaboradores del archivo también obtuvieron información sobre el genocidio cometido por los alemanes en los campos de exterminio de Sobibór y Treblinka.
La noticia sobre el inicio del exterminio masivo del pueblo judío, así como la creación por algunos grupos de izquierda en el gueto del llamado El Bloque Antifascista provocó un cambio en las prioridades de investigación de Oneg Szabat. En la primavera de 1942, el archivo del gueto clandestino se transformó en una especie de centro de información para el movimiento de resistencia judía, y su tarea principal fue documentar los crímenes contra la población judía cometidos por los alemanes en la Polonia ocupada. Hasta 1943, Oneg Szabat publicó sus propios boletines de información en polaco y yiddish ("Mitejlungen" y "Wiadomości"), advirtiendo a los habitantes del gueto y al movimiento de resistencia polaco sobre las intenciones genocidas de los alemanes. Se recogieron pruebas de crímenes alemanes, incluyendo relatos de testigos, anuncios alemanes y correspondencia Judenrat. Los informes de Oneg Shabat se transimitieron a través de la clandestinidad polaca a las capitales de los países aliados. La información procedente del gueto contribuyó, entre otras cosas, hasta la declaración de los estados de la coalición antinazi del 17 de diciembre de 1942, en la que se condenaba la política genocida del Tercer Reich hacia los judíos y se castigaba a los autores de los crímenes.
Desde la segunda mitad de 1942, Oneg Shabat también documentó las actividades del movimiento de resistencia judía, con el que Ringelbloom colaboró activamente y muchos de sus colegas. Desde noviembre de 1942, la custodia formal del archivo del gueto fue llevada a cabo por el Comité Nacional Judío.

## El destino del archivo y sus creadores.

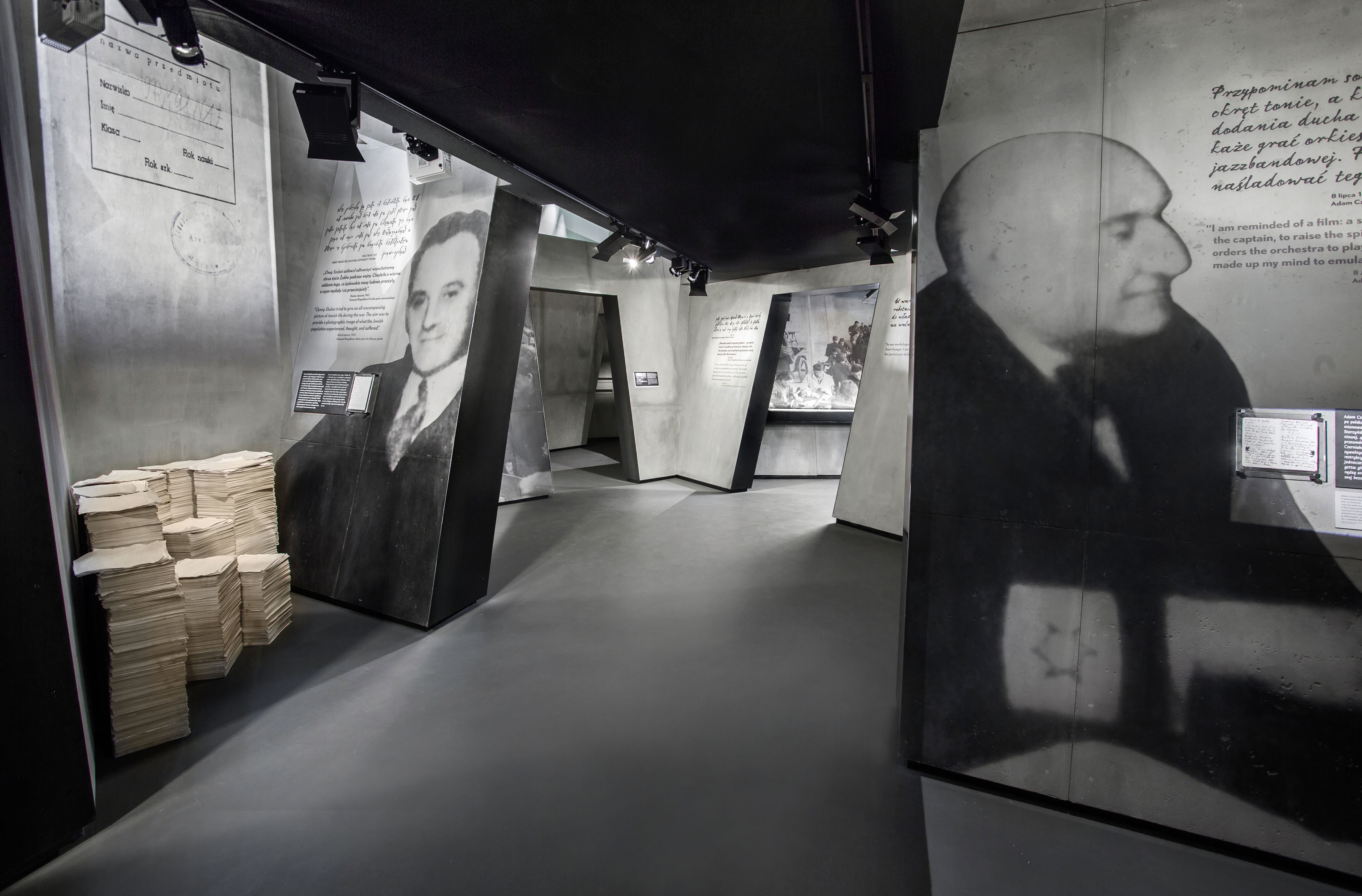
Fragmento de la galería del Holocausto dedicada a Oneg Shabat en el Museo de Historia de los Judíos Polacos

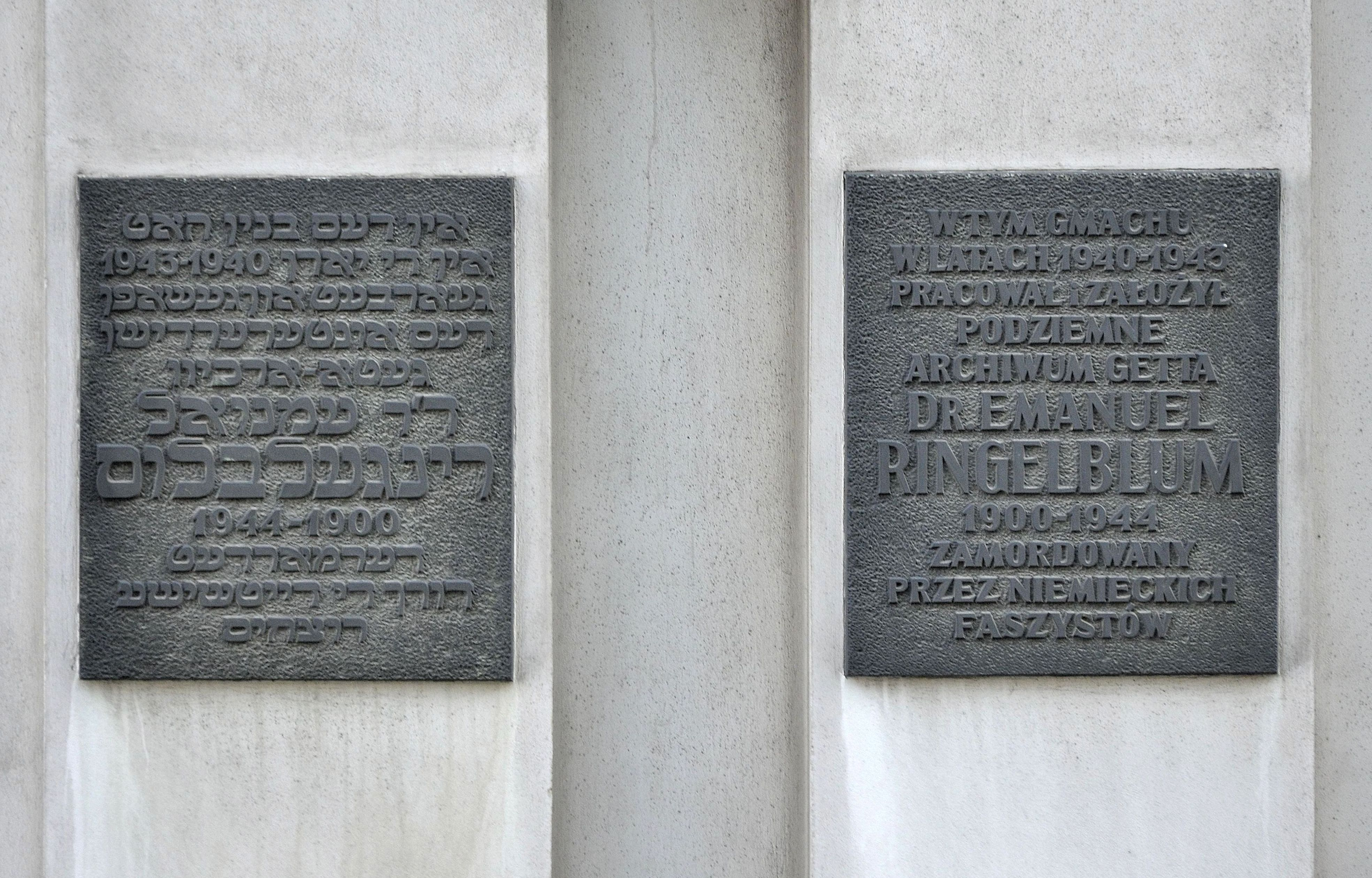
Placas en la entrada del edificio del Instituto Histórico Judío en conmemoración de Emanuel Ringelblum y el archivo subterráneo del gueto

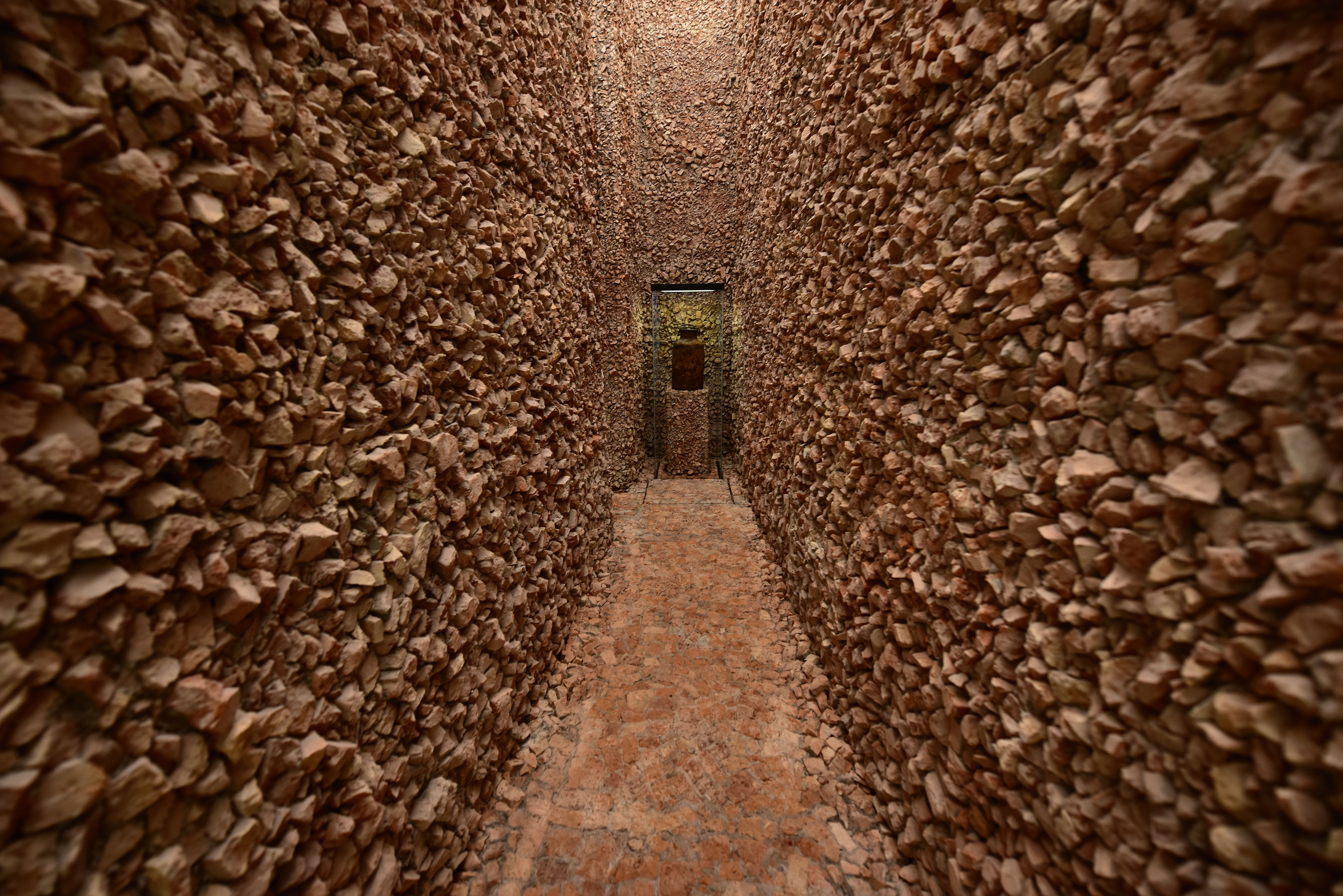
Botella de leche original en exhibición permanente Que no podíamos gritar al mundo en el Instituto histórico Judío

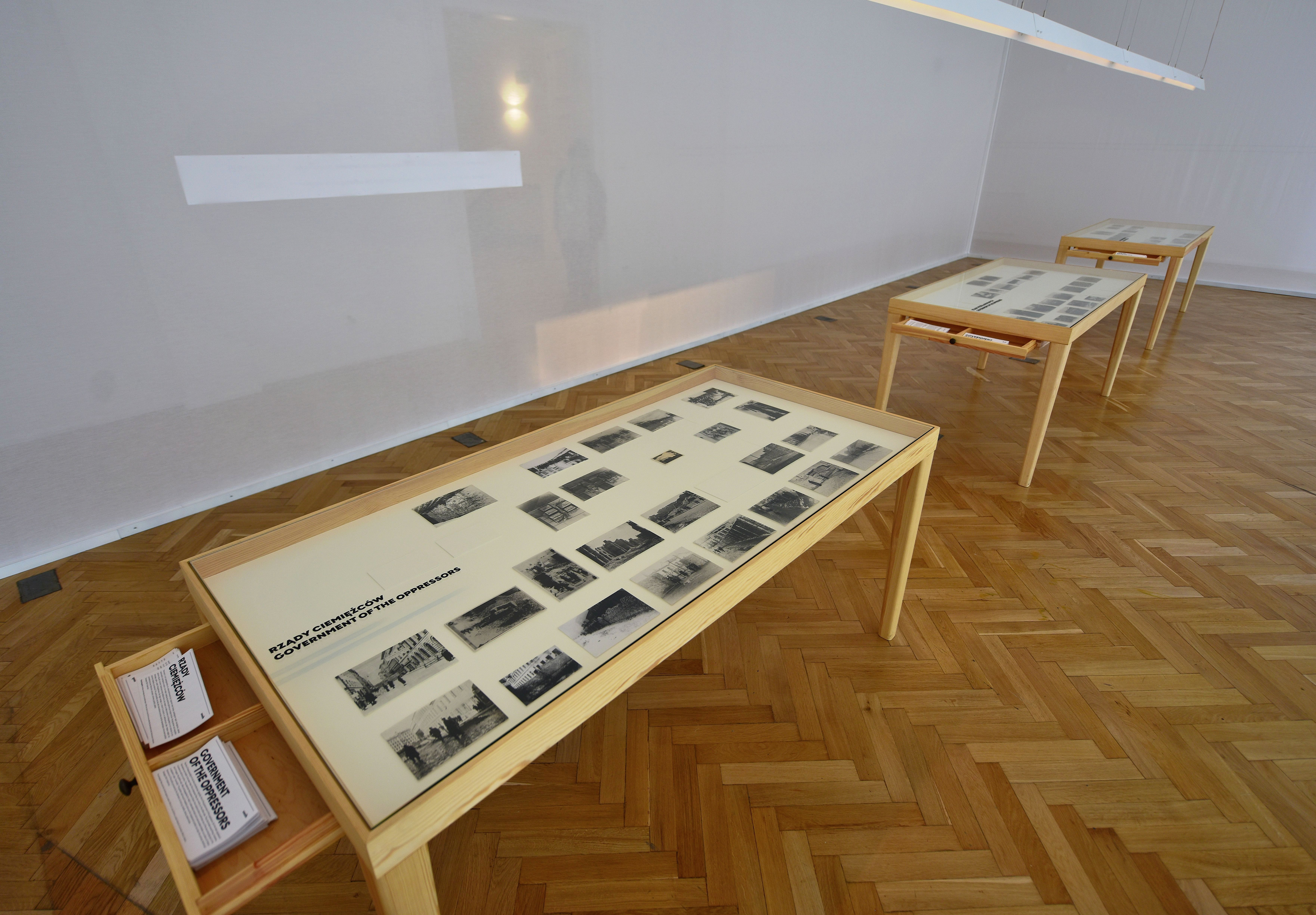
Fragmento de la exposición Luz negativa en el Instituto histórico Judío con 76 fotografías conservadas del archivo ringelblum que muestran la comunidad cerrada del gueto de Varsovia (2019)

En el verano de 1942, los alemanes llevaron a cabo una gran acción de deportación en el gueto de Varsovia, como resultado de la cual cerca de 300.000 judíos fueron deportados a las cámaras de gas de Treblinka. A pesar de los esfuerzos de Ringelblum y Giterman, quienes, siendo miembros de las autoridades de las ZSS, intentaron sacar a la mayor cantidad posible de sus asociados de la Umschlagplatz, la organización sufrió graves pérdidas personales en ese momento. Entre las víctimas llevadas a Treblinka o fusiladas en las calles del gueto estaban, entre otras Szmuel Bresław, Daniel Fligelman, Szymon Huberband, Józef Kapłan, Aron Koniński, Henryka Łazowertówna, Cecylia Słapakowa, Nechemiasz Tytelman y Jerzy Winkler. Como resultado, las actividades de Oneg Shabat se paralizaron durante varios meses. Posteriormente, cuando la situación en el gueto se había estabilizado, se reanudó el trabajo del archivo. Sin embargo, la completa liquidación del gueto era solo cuestión de tiempo. Durante la acción de deportación en enero de 1943, los hombres de las SS dispararon contra Icchak Giterman. Gustawa Jarecka, Abraham Lewin y Perec Opoczyński quienes murieron al mismo tiempo. Poco más de un mes después, Ringelblum y Wasser abandonaron el gueto para esconderse en el "lado ario". En la práctica, esto significó la suspensión del trabajo de Oneg Shabat. Tras el estallido del levantamiento del gueto de Varsovia la organización finalmente dejó de existir.
Mientras tanto, desde el verano de 1942, se intentó ocultar los documentos copilados por Oneg Szabat. Ringelblum confió esta tarea a Izrael Lichtensztajn, quien fue apoyado por dos jóvenes estudiantes: Dawid Graber y Nachum Grzywacz. El 3 de agosto de 1942 se ocultó la primera parte del archivo en el sótano del edificio de ul. Nowolipki 68, donde se encontraba la escuela primaria judía laica antes de la guerra. Ber Borov (Lichtensztajn era su director). En febrero de 1943, la segunda parte del archivo también se escondió en el mismo lugar. La última parte del archivo fue enterrada en  los terrenos del taller de cepillos de ul. Świętojerska 34. Fue escondida allí el 4 de abril de 1943, quince días antes del estallido de la revuelta en el gueto.
Después de escapar del gueto, Ringelblum, junto con su esposa e hijo, se refugi{o en un albergue subterráneo en ul. Grójecka 81 en Varsovia (el llamado Búnker "Krysia" ). Allí continuó documentando el destino de los judíos en la Polonia ocupada, escribiendo, entre otras cosas, su famoso ensayo sobre las relaciones polaco-judías durante la Segunda Guerra Mundial. Sin embargo, en marzo de 1944 la Gestapo descubrió el búnker. Tres días después, la familia Ringelblum junto con los otros inquilinos y guardianes de "Krysia" fueron fusilados en las ruinas del gueto de Varsovia. La mayoría de los asociados de Ringelblum tampoco vivieron para ver el final de la ocupación. Finalmente, sólo tres miembros de Oneg Szabat sobrevivieron a la guerra: Hersz y Bluma Wasser y Rachela Auerbach.
Después de la guerra, por iniciativa de Wasser, se inició la búsqueda de documentos ocultados de Oneg Szabat. El 18 de septiembre de 1946, en las ruinas de la casa de ul. Nowolipki 68, se encontró la primera parte del archivo, que contiene principalmente materiales del período de octubre de 1939 a agosto de 1942. Fueron empaquetados en cajas de hojalata o galvanizado con huecos, como resultado de lo cual se dañó parte de la documentación y el resto necesitó restauraciones. La segunda parte del archivo, escondida en el mismo edificio, fue descubierto accidentalmente por trabajadores polacos en diciembre de 1950.  Fue guardado en envases de leche de hojalata, gracias a lo cual se mantuvo en mejores condiciones. Sin embargo, a pesar de las búsquedas intensivas, no fue posible encontrar la tercera parte del archivo, que contiene materiales del período inmediatamente anterior al levantamiento en el gueto (incluidos los que describen los orígenes del movimiento de resistencia judío). En las ruinas de la calle 34 en Świętojerska, sólo se encontraron unas pocas páginas carbonizadas del diario de Szmuel Winter. En 2003, se hizo un intento más para encontrar la parte perdida del "Archivo Ringelblum". Sin embargo, el trabajo arqueológico realizado en las instalaciones de la embajada de la República Popular China ubicada allí, terminó en un fracaso.
"El Archivo Ringelblum" (nombre oficial: "Archivo subterráneo del gueto de Varsovia. El Archivo Emanuel Ringelblum ”) está incluido en la colección del Instituto de Historia Judía de Varsovia (ŻIH). Tiene 1.680 unidades de archivo (unas 25.000 páginas). Se almacena en una bóveda especial y moderna en el primer piso de la Biblioteca Judaica Principal en ul. Tłomackie 3/5.
Los documentos del Oneg Shabat han sido utilizados por los historiadores desde los años 50. Constituyen uno de los recursos archivísticos más importantes para la historia del  Holocausto en la Polonia ocupada. También constituyen una documentación única y exhaustiva de diversos aspectos de la vida social de los judíos polacos durante la ocupación alemana. En 1999, la UNESCO colocó los "Archivos Ringelblum" en su lista de la "Memoria del Mundo", que incluye los  monumentos más valiosos de la literatura mundial.

## Publicaciones de documentos recopilados por Oneg Shabat
A partir de 1948, las notas personales de Ringelblum escritas en Yiddish se publicaron en las páginas de la revista trimestral Bleter far Geszichte , publicado por el Instituto Histórico Judío. En los años 1951-1958, algunos de ellos fueron traducidos al polaco y publicados en el boletín "Biuletyn ŻIH". También se publicaron dos veces en Polonia en forma de libro, en judío (1952, 1961-1963). La edición completa de las notas de ocupación y los bocetos de Ringelblum, traducidos al polaco por Adam Rutkowski y editados por Artur Eisenbach, se publicó en 1983 con el título Kronika getta warszawskiego (Crónica del gueto de Varsovia).
A finales del siglo XX y principios del XXI, se llevaron a cabo trabajos de conservación y  digitalización de los materiales encontrados en el "Archivo Ringelblum". En 2001-2003 se realizó un nuevo inventario de la colección. Desde 1997, los documentos de Oneg Shabat han sido publicados por el Instituto Histórico Judío en forma de libro, traducido al polaco. Hasta 2018 se publicaron 36 volúmenes, así como un inventario de la colección de Tadeusz Epsztein.

## Película
La historia del grupo Oneg Szabat se mostró en el largometraje documental ¿Quién escribirá nuestra historia? de 2018 (dir. Robert Grossman ). En las escenas del largometraje participaron, entre otros, Piotr Głowacki (como Emanuel Ringelblum), Jowita Budnik (como Rachela Auerbach), Wojciech Zieliński (como Abraham Lewin ) y Piotr Jankowski (como Hersz Wasser).

## Conmemoración

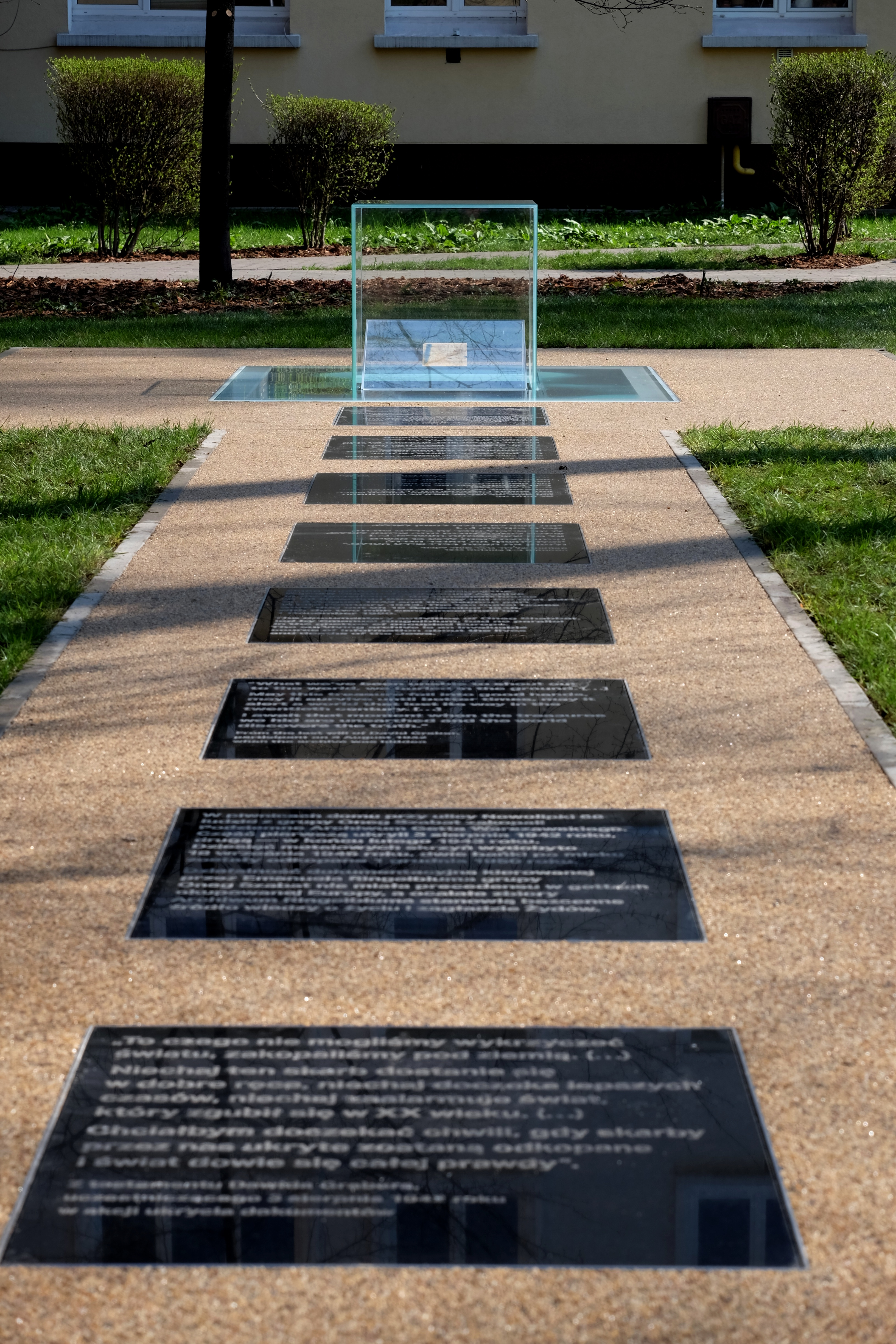
Conmemoración del Archivo Ringelblum en la plaza situada en la calle Nowolipki 28 y 30 el día de la inauguración

19 de abril de 2021 en la plaza situada en la calle Nowolipki 28 y 30, donde se encontró la primera parte del archivo en 1946, se inauguró un monumento diseñado por Łukasz Mieszkowski y Marcin Urbanek.
El 22 de julio de 2021, en el 79 aniversario del inicio de la gran acción de liquidación del gueto de Varsovia, se celebró por décima vez la Marcha del Recuerdo, organizada por el Instituto Histórico Judío. Esta marcha, en conmemoración de los 300.000 habitantes judíos de Varsovia, que fueron deportados al campo de exterminio de Treblinka en el verano de 1942, estuvo dedicada en particular a los maestros asociados al grupo Oneg Shabat: Abraham Lewin, Emanuel Ringelblum, Eliasz Gutkowski, Izrael Lichtensztajn, tefania Szwajgier (directora del gimnasio femenino "Jehudija" situado en la calle Dluga 55 de Varsovia) y otros.